# Corethrobela
Corethrobela là một chi bướm đêm thuộc họ Erebidae.